# Menace to Society
Menace to Society – drugi album studyjny heavymetalowego zespołu Killers wydany w październiku 1994 przez wytwórnię Bleeding Hearts Records.

## Lista utworów
1. „Advance and Be Recognised” – 1:05
2. „Die by the Gun” – 4:01
3. „Menace to Society” – 2:51
4. „?” – 5:04
5. „Think Brutal” – 4:03
6. „Past Due” (muz. i sł. Hopgood, Evans, Cooper, Bath, Ross) – 4:52
7. „Faith Healer” (cover The Sensational Alex Harvey Band; muz. i sł. Harvey, McKenna) – 6:14
8. „Chemical Imbalance” – 4:39
9. „A Song for You” (muz. Killers, sł. Di’Anno, Ross) – 4:23
10. „Three Words” – 5:47
11. „Conscience” – 5:38
12. „City of Fools” (muz. i sł. Di’Anno, Hopgood, Evans, Cooper, Ross) –  3:07

- Wszystkie utwory, poza oznaczonymi powyżej, są autorstwa grupy Killers.

## Twórcy
- Paul Di’Anno – śpiew, produkcja
- Cliff Evans – gitara
- Gavin Cooper – gitara basowa, wokal wspierający
- Steve Hopgood – perkusja, instrumenty perkusyjne, wokal wspierający, produkcja
- Kevin Ridley – inżynieria dźwięku